# Andrés Aramburú Menchaca
Andrés Avelino Aramburú Menchaca (Lima, 8 de diciembre de 1909-Lima, 24 de febrero de 1994) fue un abogado y jurista peruano, especializado en Derecho Internacional, siendo uno de los más reconocidos especialistas en Derecho del mar. Ejerció el decanato del Colegio de Abogados de Lima en dos oportunidades y fue juez de la Corte Permanente de Arbitraje Internacional de La Haya.

## Biografía
Fue hijo de Andrés Avelino Aramburú Salinas y Emilia Menchaca Figari. Nació en el seno de una de las familias más tradicionales de Lima, que destacó en el campo del periodismo. Su padre fue fundador de la revista Mundial; y su abuelo, Andrés Avelino Aramburú Sarrio, lo fue del diario La Opinión Nacional, uno de los más importantes de Lima de fines del siglo XIX y comienzos del siglo XX.
Fue el mayor de siete hermanos, dos de los cuales también destacaron: Ernesto (1920-2010), notable arquitecto y alcalde de Miraflores; y Javier, abogado con una extensa trayectoria en el deporte peruano y Presidente repetidamente del Comité Nacional del Deporte.[cita requerida]
Inició sus estudios escolares en el Colegio Alemán (Lima), que los culminó en el Pensionat de Passy (París). Luego ingresó a la Facultad de Letras de la Universidad Nacional Mayor de San Marcos, graduándose de bachiller.  También cursó en la Facultad de Derecho de la misma universidad, graduándose de bachiller (1937) y doctor (1952). Se recibió de abogado, consagrándose al ejercicio de su profesión.
En sus años universitarios fue profesor en el Colegio Alemán (1931) y el Colegio Anglo Peruano (1934). Luego fue docente en el Colegio La Salle, el Colegio Nacional Nuestra Señora de Guadalupe, la Escuela Nacional de Artes y Oficios, la Escuela Superior de Guerra del Ejército y la Escuela Superior de Guerra Naval.
En 1948 fue incorporado a la Facultad de Derecho la Universidad Nacional Mayor de San Marcos, en calidad de auxiliar del internacionalista Alberto Ulloa Sotomayor en la cátedra de Derecho Internacional Público. Al año siguiente reemplazó a Ulloa en el dictado de dicha cátedra. En 1987 fue nombrado profesor emérito de la misma casa de estudios.
Fue decano del Colegio de Abogados de Lima en 1968 y en 1992. Al ocurrir el autogolpe de 1992, se opuso al cierre del Congreso de la República por el Poder Ejecutivo y a la destitución de secretarios y magistrados, por considerarlos ilegales.
Como miembro de la delegación peruana, participó en varias conferencias internacionales sobre Derecho del Mar.
Fue juez de la Corte Permanente de Arbitraje Internacional de La Haya y miembro del comité ejecutivo de la Comisión Internacional de Arbitraje Comercial.
Fue miembro de la Comisión Consultiva del Ministerio de Relaciones Exteriores del Perú y asesor del Ministerio de Marina del Perú en asuntos relacionados con el Derecho Internacional Marítimo. 
Fue miembro de número de la Academia Peruana de Derecho y miembro honorario de la Academia Interamericana de Derecho Internacional y Comparado. También ha sido miembro de la Academia Peruana de la Lengua.

### Constituyente
En 1978 fue elegido diputado por el Partido Popular Cristiano a la Asamblea Constituyente.
Fue Secretario de la Comisión Constitucional, encargada de hacer la Constitución de 1979.

### Embajador en el Reino Unido
Entre 1983 y 1985, durante el segundo gobierno de Fernando Belaúnde Terry, fue embajador en Londres.

## Publicaciones
- La Real Cédula de 1802 (1937). Estudio sobre el conflicto limítrofe peruano-ecuatoriano. Tesis para su bachillerato en Derecho.
- Manual de Derecho Internacional Público (1950 y 1975)
- El sistema marítimo regional del Pacífico Sur y las nuevas tendencias del Derecho del Mar (1952), sobre los fundamentos de la defensa del mar territorial hasta las 200 millas. Tesis para su doctorado en Derecho.
- Las instituciones del sistema regional americano (Madrid, 1966)
- Historia de las doscientas millas (1972)
- Las empresas transnacionales y los procesos regionales de integración económica (1976)
- Estudios sobre arbitraje comercial internacional (Madrid, 1978)
- Notas al margen de la Constitución (1990)